# Hòa Lâm (nhà Thanh)
Hòa Lâm (chữ Hán: 和琳, tiếng Mãn: ᡥᡝᠯᡳᠶᡝᠨ, Möllendorff: Heliyen, 1753 – 1796), tự Hi Trai, thất danh Vân Hương đường (芸香堂), Nữu Hỗ Lộc thị, thuộc Mãn Châu Chính Hồng kỳ, quan viên, tướng lãnh nhà Thanh. Ông là em trai của tham quan Hòa Thân, mất trong quân ngũ giữa lúc trấn áp khởi nghĩa người Miêu.

## Cuộc đời

### Khởi nghiệp và thăng tiến
Năm Càn Long thứ 42 (1777), Hòa Lâm nhậm chức Bút thiếp thức của Lại bộ, cùng năm điều sang Công bộ. Không lâu sau, ông được thăng làm Lang trung của Công bộ. Năm thứ 51 (1786), ông thay quyền Chức tạo Hàng Châu. Năm thứ 52 (1787), thăng làm Hồ Quảng đạo Giám sát Ngự sử (湖广道监察御史). Cùng năm, ông chịu trách nhiệm giám sát sự vụ vận chuyển đường thủy ở Sơn Đông. Năm thứ 55 (1790), thăng làm Lại bộ Cấp sự trung. Hòa Lâm tố cáo Hồ Bắc án sát sứ Lý Thiên Bồi lén chở gỗ bằng thuyền chở lương, còn bắt được thư nhờ vả mua sắm của Lưỡng Quảng Tổng đốc Phúc Khang An; Càn Long Đế khen ông ngay thẳng, giao xuống cho bộ bàn bạc khen thưởng, do vậy bắt đầu được cất nhắc trọng dụng. Năm thứ 56 (1791), Hòa Lâm từ Lại bộ Cấp sự trung được cất nhắc vượt cấp làm Nội các Học sĩ, kiêm hàm Lễ bộ Thị lang; sau đó được nhậm chức Binh bộ Hữu Thị lang kiêm thay quyền Công bộ Tả Thị lang. Năm thứ 57 (1792), ông nhậm chức Phó Đô thống Hán quân Chính Lam kỳ, hàm Đô thống. Cùng năm, ông thăng chức Trú tàng Bạn sự Đại thần, Công bộ Thượng thư, Đô thống Hán quân Tương Bạch kỳ.

### Chống Khuếch Nhĩ Khách xâm lược Tây Tạng
Khuếch Nhĩ Khách quấy nhiễu Hậu Tạng, tướng quân Phúc Khang An đi tiễu, Đế mệnh cho Hòa Lâm đốc biện các việc của Tiền Tạng  cho đến Ô Lạp bảo thuộc Đông Đài trạm; sau đó mệnh cho ông cùng Ngạc Huy thay nhau tính toán lương hướng, cất nhắc làm Công bộ Thượng thư. Hòa Lâm dâng sớ trình bày tình hình đầu hàng của thủ lĩnh Lạp Đặc Nạp Ba Đô Nhĩ, vì thế Phúc Khang An nhận chiếu đi thụ hàng, đều là nhờ ông sắp xếp thỏa đáng. Ít lâu sau, Hòa Lâm được thụ chức Tương Bạch kỳ Hán quân Đô thống; nhận mệnh cùng Tôn Sĩ Nghị, Huệ Linh tra xét sự hao tổn từ Sát Mộc Đa  về phía Tây, vẫn coi việc Tạng.

### Trấn áp khởi nghĩa người Miêu
Năm Càn Long thứ 58 (1793), Hòa Lâm được trao thế chức Vân kỵ úy. Năm thứ 59 (1794), ông nhậm chức Tứ Xuyên Tổng đốc, thăng tước Nhất đẳng Nam. Năm thứ 60 (1795), thủ lĩnh người Miêu ở Quý Châu là Thạch Liễu Đặng nổi dậy, quấy nhiễu các sảnh Chánh Đại, Khứu Não, Tùng Đào (nay đều thuộc huyện tự trị dân tộc Miêu Tùng Đào), thủ lĩnh người Miêu ở Hồ Nam là Ngô Bán Sanh, Thạch Tam Bảo hưởng ứng hắn ta, vây sảnh Vĩnh Tuy (nay là Hoa Viên). Càn Long mệnh cho Vân Quý Tổng đốc Phúc Khang An đi tiễu. Hòa Lâm sắp vào kinh, đang trên đường thì biết nghĩa quân Tùng Đào đã lẻn vào địa phận Tú Sơn, vội chạy đến, đốc Tham tướng Trương Chí Lâm, Đô tư Mã Du đánh đuổi; sau đó tiếp tục đánh bại nghĩa quân của Yến Nông, tiến đánh Hoàng Pha thuộc Pháo Mộc sơn, thông đường đến Tùng Đào, được thưởng Song nhãn Hoa linh.
Bấy giờ Phúc Khang An đã giải vây của Chánh Đại, Khứu Não, Tùng Đào, tấn công Thạch Liễu Đặng ở Đại Đường tấn (nay thuộc Tùng Đào); Hòa Lâm soái binh đến hội họp với ông ta, được mệnh làm Tham tán Quân sự. Hòa Lâm chiếm Hà Vật điêu, Ô Long nham, thu hàng hơn 70 trại, được phong Nhất đẳng Tuyên Dũng bá; tiếp đánh hạ Nham Bích sơn, được thưởng Thượng phục điêu quái (áo khoác). Tiếp đó Hòa Lâm thu hàng Ngô Bán Sanh, được thưởng Hoàng đái (đai); giành đại thắng ở các trại Long Giác điêu, Áp bảo, Thiên Tinh, được gia hàm Thái tử Thái bảo, thưởng Huyền hồ đoan tráo (ác khoác dày). Năm Gia Khánh nguyên niên (1796), Hòa Lâm chiếm các ải Kết Thạch cương, Liêu Gia xung, Liên Phong nghê, được thưởng dùng Tử cương (dây cương). Phúc Khang An mất, Hòa Lâm nhận mệnh làm Đốc biện Quân vụ. Bấy giờ Thạch Tam Bảo đã bị quan quân bắt được, Thạch Liễu Đặng chạy lên Bình Lũng (nay thuộc Cát Thủ). Hòa Lâm đoạt pháo đài của Tiêm Vân sơn, giành lại Kiền Châu, được thưởng Tam nhãn hoa linh.
Tháng 8 âm lịch cùng năm, Hòa Lâm tiến vây Bình Lũng, bệnh mất ở trong quân.

### Hậu sự
Hòa Lâm được tấn tặng Nhất đẳng Tuyên Dũng công, thụy là Trung Tráng, ban lễ Tế táng, đưa bài vị vào Thái Miếu, thờ cúng ở các từ Chiêu trung, Hiền lương, chuẩn cho gia đình xây dựng Chuyên từ. Con trai là Phong Thân Nghi Miên được kế tự công tước. Năm Gia Khánh thứ 4 (1799), Hòa Thân đền tội, triều thần luận rằng Hòa Lâm cậy thế giành công, hoàng đế cũng cho rằng ông bình định người Miêu là ăn theo Phúc Khang An, đến khi tự mình cầm quân thì chẳng có công trạng gì, mệnh cho rút bỏ bài vị của ông ở Thái Miếu, phá hủy Chuyên từ, đoạt công tước của Phong Thân Nghi Miên, nhưng vẫn cho được thế tập Tam đẳng Khinh xa Đô úy.

## Tác phẩm
- Vân Hương đường thi tập (芸香堂诗集), 2 quyển.